# Pete Dexter
Pete Dexter (Pontiac, Michigan, 22 de juliol de 1943) és un escriptor, periodista i guionista estatunidenc. És conegut per ser autor de varis llibres de novel·la negra.

## Biografia
El seu pare va morir quan ell tenia quatre anya, i es va traslladar amb la seva mare a Milledgeville (Geòrgia), a on ella es va casar amb un professor universitari de Física. Dexter es va graduar en 1969 a la University of South Dakota, entitat que li va concedir un Doctorat honorari en Lletres y Literatura en 2010.
Viu i treballa a Vermillion (Dakota del Sud).

## Carrera literària
Ha treballat com camioner, venedor ambulant, al servei de correus i a una benzinera.  Però sobre tot a fet de periodista i columnista a diris com ara Philadelphia Daily News i The Sacramento Bee, i a escrit en revistes com Playboy, Esquire i Sports Illustrated.
Dexter va començar a escriure ficció al 1981 després d'un greu incident. No ha estat mai aclarit del tot, però sembla que un article seu en que barrejava un assassinat i tràfic de drogues, va enfurismar algú, i el periodista va acabar enfrontant-se a vàries persones que el van agredir amb bats de beisbol. Arran d'això va patir múltiples fractures al cos i al cap, i el seu sentit del gust ha quedat alterat. Ell afirma que per això va començar a escriure ficció, donat que el seu passatemps favorit, la cervesa, ara li sap a àcid de bateria. 
La violència, en totes les seves formes, és el tema principal de les seves obres, podent estar localitzada en diferents llocs i èpoques (per exemple, Deadwood´ és un western). De vegades és una violència soterrada, però que pot esclatar en qualsevol moment.

## Premis
- National Book Award 1988 per Paris Trout.[8]
- Literary Award Pen Center USA 1996 per The Paperboy.

## Obres
| Tipus d'obra | Any  | Títol          | Publicació                                   | Notes                                                       |
| ------------ | ---- | -------------- | -------------------------------------------- | ----------------------------------------------------------- |
| Ficció       | 1983 | God's Pocket   | Random House. ISBN 9780394530574             | - Adaptada al cinema.                                       |
| Ficció       | 1986 | Deadwood       | Random House. ISBN 9780394536699             | - Adaptada al cinema.                                       |
| Ficción      | 1988 | Paris Trout    | Random House. ISBN 9780394563701             | - Adaptada al cinema.                                       |
| Ficción      | 1991 | Brotherly Love | Random House. ISBN 9780394585734             | - Adaptada al cinema.                                       |
| Ficción      | 1995 | The Paperboy   | Delta. ISBN 9780385315722                    | - Literary Award PEN Center USA 1996. - Adaptada al cinema. |
| Ficción      | 2003 | Train          | Doubleday. ISBN 9780385505918                |                                                             |
| No ficción   | 2007 | Paper Trails   | Ecco. ISBN 9780061189357                     | - Recopilació d'articles periodístics.                      |
| Ficción      | 2009 | Spooner        | Grand Central Publishing. ISBN 9780446540728 |                                                             |